# SBB RABDe 500

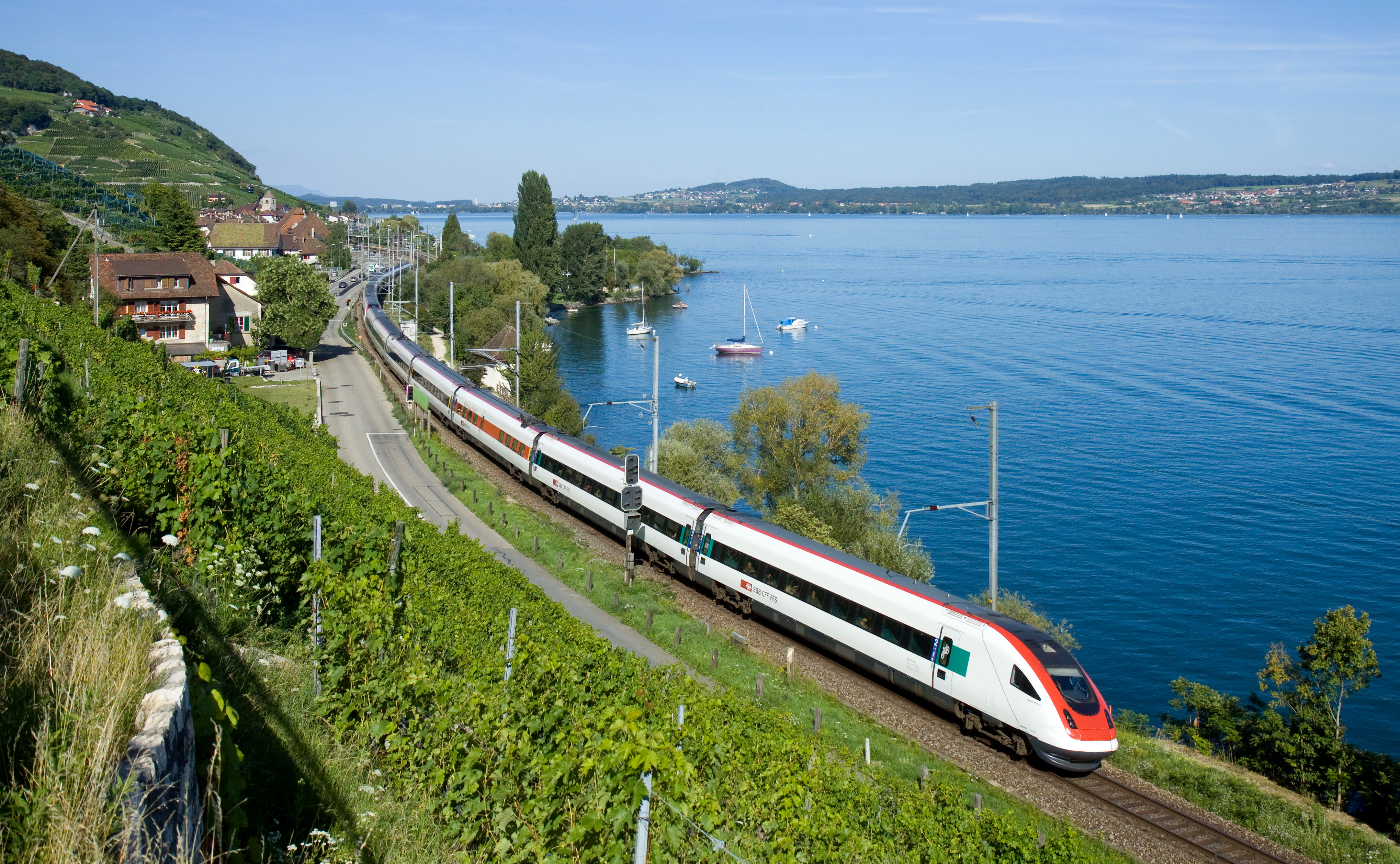
Egy SBB RABDe 500 motorvonat Twannban

Az SBB RABDe 500 sorozat a svájci SBB-CFF-FFS által üzemeltetett villamos motorvonat-sorozat, melyben 125 első osztályú, 326 másodosztályú, 20 speciális és 6 egyéb rendeltetésű, összesen tehát 477 ülőhely található.

## Története
Az ICN (Intercity Tilting Train) SBB RABDe 500 olyan svájci nagysebességű vonat, amelyet a 2002-es, Nyugat-Svájcban rendezett Expóhoz fejlesztettek ki. 2000. május 28-án debütált a szerelvény. A maximális sebessége 200 kilométer/h.
A szerelvény 7 kocsiból áll, melyből egy az étkezőkocsi. A hét kocsi közül négy másodosztály. Az elsőosztályú fülkében konnektorok találhatóak a mobiltelefonokhoz.
Ez az első a vonatok közül, ahol a kocsik közötti átjáróban nincsenek ajtók.

## Nevek
A motorvonatok neveket is kaptak, melyek a következők:
| - 500 000 Le Corbusier - 500 001 Jean Piaget - 500 002 Annemarie Schwarzenbach - 500 003 Madame de Staël - 500 004 Mani Matter - 500 005 Johann Heinrich Pestalozzi - 500 006 Johanna Spyri - 500 007 Albert Einstein - 500 008 Vincenzo Vela - 500 009 Friedrich Dürrenmatt - 500 010 Robert Walser - 500 011 Blaise Cendrars - 500 012 Jean Rudolf von Salis - 500 013 Denis de Rougemont - 500 014 Max Frisch - 500 015 Jean-Jacques Rousseau - 500 016 Alice Rivaz - 500 017 Willi Ritschard - 500 018 Adolf Wölfli - 500 019 Friedrich Glauser - 500 020 Jeanne Hersch - 500 021 Jeremias Gotthelf | - 500 022 Expo.02 (Carl Spitteler/Hermann Hesse) - 500 023 Charles-Ferdinand Ramuz - 500 024 Ernest von Stockalper - 500 025 Xavier Stockmar - 500 026 Alfred Escher - 500 027 Henry Dunant - 500 028 Francesco Borromini - 500 029 Eduard Spelterini - 500 030 Louis Chevrolet - 500 031 Louis Favre - 500 032 Henry Dufaux - 500 033 Gallus Jacob Baumgartner - 500 034 Gustav Wenk - 500 035 Niklaus Riggenbach - 500 036 Minister Kern - 500 037 Grock - 500 038 Arthur Honegger - 500 039 Auguste Piccard - 500 040 Graf Zeppelin - 500 041 William Barbey - 500 042 Steivan Brunies - 500 043 Harald Szeemann |

## A szériavonatok főbb műszaki adatai
- Vonat-összeállítás: Bt-B-WRA-A-AD-B-Bt
- Ülőhelyek száma: 457
- Komfortberendezések:
  - légjavító berendezés,
  - étterem,
  - tárgyalótér,
  - tolószékes utas részére külön szakasz és WC,
  - zárt WC
- Vonathossz: 188,8 m
- Kocsihossz: 27 m (Bt: 26,9 m)
- Sajáttömeg: 355 t
- Szolgálati tömeg: 395 t
- Megengedett legnagyobb sebesség: 200 km/h
- Legnagyobb teljesítmény (keréknél): 5,2 MW
- Legnagyobb vonóerő: 210 kN
- Hajtó kerékpárok száma: 8
- Hajtástechnika GTO vízhűtéssel
- Járműszerelvényt bedöntő szerkezet: villamos hajtás
- Forgóvázak járműszekrény vezérelte sugárirányú kerékpárbeállás
- Járműszekrény sajtolt Al-profilból

A prototípus járművet szétszerelik és a széria utolsó járművénél a használható szerkezeti egységeket, alkatrészeket hasznosítják, az előzetes elképzeléssel ellentétben a 4 járműből álló széria vonatra, sem nem hasznosítják azt egy kétáramnemű változó kísérleti járművére való átépítéseknél.

## Érdekességek
Az Agymenők című szituációs komédia főcímében, mikor a Föld történetét mutatják be képekben, feltűnik az ICN motorvonat is